# Cuộc chiến kim cương xanh
Cuộc chiến kim cương xanh (tên gốc tiếng Anh: Siberia) là phim điện ảnh hình sự hồi hộp lãng mạn năm 2018 do Matthew Ross đạo diễn và Scott B. Smith viết kịch bản, dựa theo ý tưởng cốt truyện của Stephen Hamel. Phim có sự tham gia diễn xuất của Keanu Reeves, Ana Ularu, Pasha D. Lychnikoff và Molly Ringwald.
Phim được hãng Saban Films cho công chiếu vào ngày 13 tháng 7 năm 2018 tại Mỹ. Tại Việt Nam, phim được công chiếu vào ngày 20 tháng 7 năm 2017.

## Nội dung
Lucas Hill là một thương nhân buôn kim cương người Mỹ. Anh đi đến St. Petersburg ở Nga để gặp gỡ Pyotr, đối tác của mình, với mục đích bán bộ sưu tập gồm 12 viên kim cương xanh cực kỳ quý hiếm. Tuy nhiên, người bạn Pyotr đã đột ngột biến mất với số kim cương. Dựa theo một đầu mối, Lucas đến Siberia để tìm lại kim cương. Tại đây, anh lang thang trong một quán café và gặp gỡ nàng chủ quán xinh đẹp Katya. Mặc cho vợ đang chờ đợi mình ở nhà, Lucas không dối được trái tim khi đã phải lòng Katya. Và cô nàng cũng không thoát được sự quyến rũ, nam tính của anh. Cả hai con người xa lạ nhanh chóng lao vào nhau như những kẻ khát tình.
Không có bất cứ tiến triển nào của số kim cương ở Siberia, Lucas quyết định cùng người tình mới quay về St. Petersburg, vô tình kéo cô vào một thế giới ngầm chết người. Cả hai bị săn đuổi cùng lúc bởi những băng nhóm giang hồ và tổ chức bí mật của chính phủ. Họ rơi vào tình cảnh ngàn cân treo sợi tóc khi lúc nào bọn chúng cũng đang trực chờ. Càng nguy hiểm, tình yêu của họ lại càng thăng hoa.

## Diễn viên
- Keanu Reeves vai Lucas Hill
- Ana Ularu vai Katya
- Pasha D. Lychnikoff vai Boris Volkov
- Molly Ringwald vai Gabby Hill
- Rafael Petardi vai Pavel
- Aleks Paunovic vai Yefrem
- Boris Gulyarin vai Pyotr
- Ashley St. George vai Christa

## Sản xuất
Tháng 2 năm 2017, các nguồn tin cho biết Keanu Reeves được tuyển vào vai diễn chính trong bộ phim, với Matthew Ross đảm nhiệm vị trí đạo diễn, từ phần kịch bản do Scott B. Smith thực hiện. Stephen Hamel, Reeves và Gabriela Bacher đều tham gia sản xuất bộ phim dưới danh nghĩa công ty sản xuất của họ, lần lượt là Company Films và Summerstorm Productions. Tháng 4 năm 2017, Aleks Paunovic, Pasha D. Lychnikoff, Ana Ularu và Molly Ringwald tham gia dàn diễn viên của phim.
Quá trình sản xuất phim bắt đầu từ tháng 5 năm 2017. Một vài cảnh quay được thực hiện tại Sankt-Peterburg, Liên bang Nga. Một số phân cảnh Siberia cũng được quay tại Manitoba, Canada.

## Phát hành
Tháng 5 năm 2018, hãng Saban Films mua được quyền phân phối cho bộ phim. Phim được công chiếu vào ngày 13 tháng 7 năm 2018 tại Mỹ. Tại Việt Nam, phim được công chiếu vào ngày 20 tháng 7 năm 2017.

## Đón nhận
Trên hệ thống tổng hợp kết quả đánh giá Rotten Tomatoes, phim nhận được 6% lượng đồng thuận dựa theo 32 bài đánh giá, với điểm trung bình là 3,9/10. Các chuyên gia của trang web nhất trí rằng, "Với sự lạnh lùng trong lối diễn xuất thiếu thuyết phục cùng cốt truyện lỏng lẻo, Cuộc chiến kim cương xanh đã đưa người xem qua một cuộc đày ải thô bạo vô cùng tận khỏi tính giải trí." Trên trang Metacritic, phần phim đạt số điểm 33 trên 100, dựa trên 10 nhận xét, chủ yếu là những đánh giá tiêu cực.